# Feuerwehr in Litauen

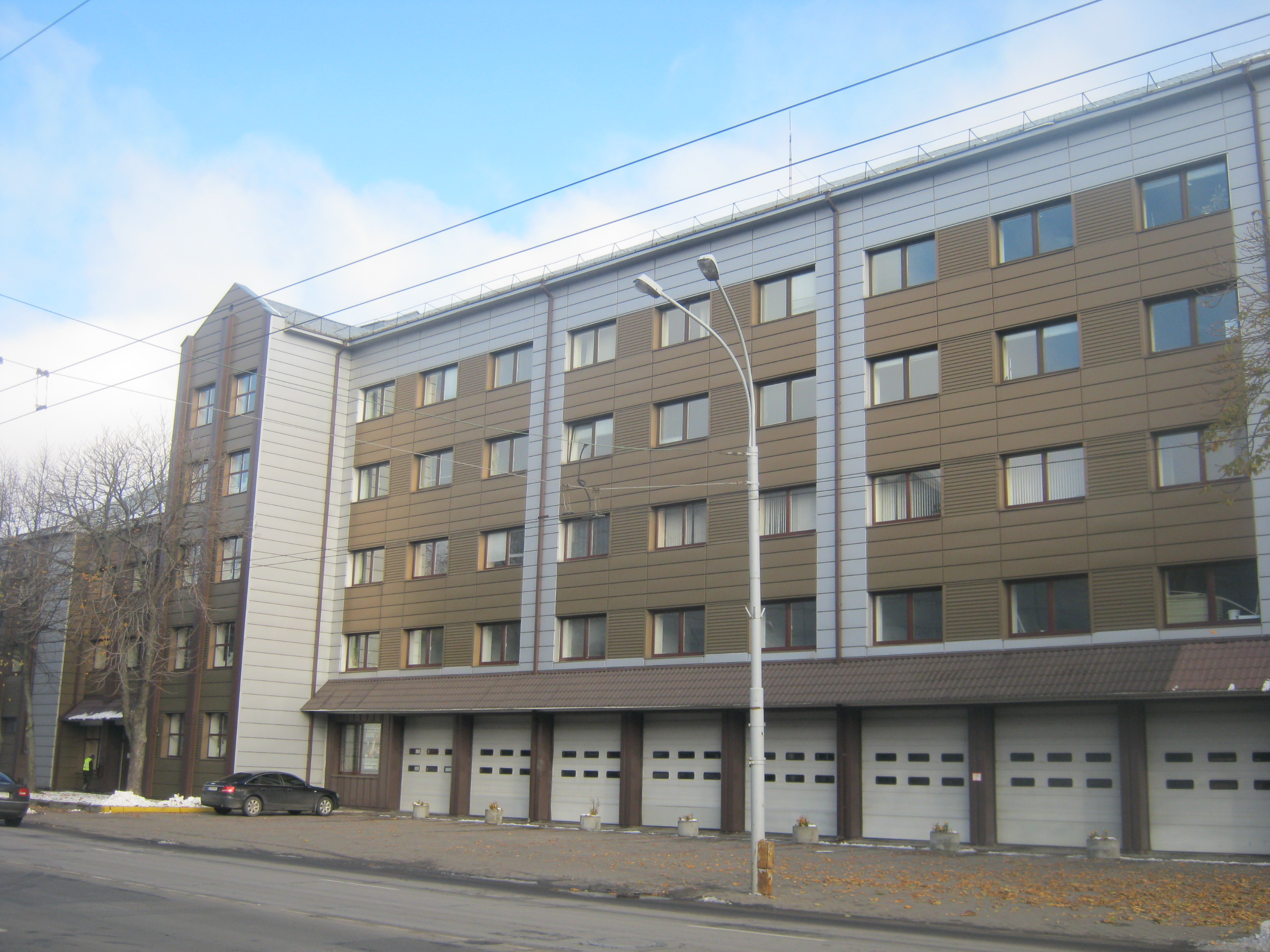
Feuerwache in Vilnius

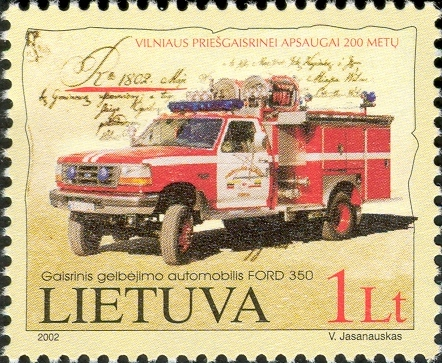
Die Feuerwehr auf litauischer Briefmarke

Die Feuerwehr in Litauen besteht aus rund 2845 Berufsfeuerwehrleuten und rund 1765 freiwilligen Feuerwehrleuten. Sie ist als staatlicher Feuerlösch- und Rettungsdienst (litauisch: 'Priešgaisrinės apsaugos ir gelbėjimo departamentas prie Vidaus reikalų ministerijos) dem litauischen Innenministerium unterstellt.

## Allgemeines
In Litauen bestehen 81 Feuerwehrhäuser und Feuerwachen, in denen 224 Löschfahrzeuge und 48 Drehleitern bzw. Teleskopmaste für Feuerwehreinsätze bereitstehen. Insgesamt sind 4610 Personen, davon 2845 Berufsfeuerwehrleute und 1765 freiwillige Feuerwehrleute, im Feuerwehrwesen tätig. Der Frauenanteil beträgt 0 %.
Die litauischen Feuerwehren wurden im Jahr 2019 zu 30.666 Einsätzen alarmiert, dabei waren 11.509 Brände zu löschen. Hierbei wurden 70 Tote von den Feuerwehren bei Bränden geborgen und 164 Verletzte gerettet.
Die Feuerwehren sind rund um die Uhr über die Notrufnummer 112 erreichbar.

## Nationale Feuerwehrorganisation
Die litauische Feuerwehrorganisation Priešgaisrinės apsaugos ir gelbėjimo departamentas prie Vidaus reikalų ministerijos repräsentiert die litauischen Feuerwehren mit ihren rund 4600 Feuerwehrangehörigen im Weltfeuerwehrverband CTIF (Comité technique international de prévention et d’extinction du feu). Darüber hinaus bestehen Verbindungen insbesondere zu europäischen Feuerwehrverbänden, wie dem Deutschen Feuerwehrverband.